# Théorie des systèmes dynamiques complexes
La théorie des systèmes dynamiques complexes dans le domaine de la linguistique est une perspective et une approche de l'étude de l'acquisition d'une seconde langue. Par ailleurs et plus généralement, le terme de « théorie des systèmes dynamiques complexes » a été recommandé par Kees de Bot pour désigner à la fois la théorie de la complexité et la théorie des systèmes dynamiques.

## Terminologie
De divers étiquettes telles que la théorie du chaos, la théorie de la complexité, la théorie du chaos/de la complexité, la théorie des systèmes dynamiques, la théorie fondée sur l'utilisation ont été utilisées pour étudier l'acquisition d'une langue seconde à partir d'une approche dynamique. Cependant, Kees de Bot a recommandé le terme théorie des systèmes dynamiques complexes dans un chapitre du livre édité par Ortega et Han intitulé « Théorie de la complexité et développement du langage à l'occasion de Diane Larsen-Freeman ».
Diane Larsen-Freeman a utilisé les termes chaos et complexité dans son article fondateur en 1997. Marjolijn Verspoor a recommandé les termes Dynamic Usage-Based Theory.

## Définition
Larsen-Freeman a publié un article en 1997 dans lequel elle affirmait que l'acquisition d'une langue seconde devrait être considérée comme un processus de développement qui inclut l' attrition de la langue ainsi que l'acquisition de la langue.
L'acquisition des langues étrangères est principalement étudié en appliquant la théorie des systèmes dynamiques. La langue est considérée comme un système qui comprend de nombreux sous-systèmes tels que le système linguistique, le système phonétique. Les systèmes dynamiques sont interconnectés, non linéaires, adaptatifs, ouverts, sensibles aux conditions initiales. La variabilité est considérée comme une propriété inhérente au développement et n'est pas considérée comme une erreur de mesure. Par conséquent, du point de vue des systèmes dynamiques, la variabilité des données est analysée et considérée comme une information précieuse.

## Caractéristiques principales
Les principales caractéristiques du développement de la langue seconde du point de vue des systèmes dynamiques sont :
- Dépendance sensible aux conditions initiales
- Interconnexion totale
- Non-linéarité dans le développement
- Changement par réorganisation interne (auto-organisation) et interaction avec l'environnement
- Dépendance aux ressources internes et externes
- Changement constant, avec parfois des variations chaotiques, dans lequel les systèmes ne s'installent que temporairement dans des états attracteurs
- Itération
- Changement causé par l'interaction avec l'environnement et la réorganisation interne
- propriétés émergentes

Il existe une dépendance sensible aux conditions initiales généralement citées comme l'effet papillon. Différents apprenants de langues commencent à apprendre une deuxième langue (L2) avec des antécédents différents (motivation différente, aptitude linguistique, etc.). Le résultat dépend de manière critique des conditions initiales des apprenants en langue. Les systèmes d'une langue sont complètement interconnectés. Le développement du système syntaxique affecte le développement du système lexical et vice versa. Le développement de la langue seconde est non linéaire, c'est-à-dire que les apprenants acquièrent de nouveaux mots à un rythme différent. Un jour, ils peuvent acquérir dix nouveaux mots, mais le lendemain, ils peuvent n'en apprendre qu'un. Le troisième jour, ils pourraient même oublier une partie du vocabulaire déjà appris. Dans le développement d'une langue seconde, le changement se produit par l'auto-organisation qui peut se produire de manière imprévisible. Les apprenants de langues dépendent de ressources internes et externes. Les ressources internes sont les facteurs de motivation des apprenants de langues, tandis que le professeur de langues ou l'environnement sont des exemples de ressources externes. La croissance est décrite comme un processus itératif dans le développement d'une langue seconde et elle est souvent modélisée à l'aide de modèles d'équations couplées (équation logistique).